# Epidèmia de riure de Tanganyika
L'epidèmia de riure de Tanganyika de 1962 va ser un esclat d'histèria col·lectiva o una malaltia psicogènica de masses (MPI) que es rumoreja que es va produir a la localitat de Kashasha, a prop de la costa occidental del llac Victòria, a Tanganyika (que, en unir-se amb Zànzibar, passaria a formar l'actual Tanzània) a prop de la frontera amb Uganda.

## Història
L'epidèmia de riure es va iniciar el 30 de gener de 1962, en un internat femení d'una missió dirigit per a les noies de Kashasha. Les rialles van començar amb tres noies i es va estendre a tota l'escola, afectant a 95 de les 159 alumnes, de 12 a 18 anys. Els símptomes van durar des d'unes hores fins a 16 dies en les afectades. El professorat no es va veure afectat però va informar que les estudiants no podien concentrar-se en les seves lliçons. L'escola es va veure obligada a tancar el 18 de març de 1962.
Després de tancar l'escola i que les estudiants fossin enviades a casa, l'epidèmia es va estendre a Nshamba, un llogaret on vivien unes quantes de les noies. Entre l'abril i maig, 217 persones del poble van tenir atacs de riure, la majoria d'ells nens i adults en edat escolar. L'escola de Kashasha va tornar a obrir el 21 de maig, però va tancar de nou a la fi de juny. Al juny, l'epidèmia de riure es va estendre a l'escola femenina de Ramashenye, prop de Bukoba, afectant a 48 noies.
L'escola d'on va sorgir l'epidèmia va ser demandada; els fills i els pares la transmetien als voltants. Altres col·legis, del mateix Kashasha i d'altres pobles, amb un total de milers de persones, també es van veure afectats fins a cert punt. Després d'entre sis a divuit mesos després del seu començament, el fenomen va desaparèixer. Després de l'epidèmia, van aparèixer, a una escala igualment massiva que en l'epidèmia del riure, casos de dolor, desmais, flatulència, problemes respiratoris, erupcions cutànies, atacs de plor i crits aleatoris.
En total, durant l'epidèmia es van tancar catorze escoles i va afectar unes mil persones.

## Les causes
Charles F. Hempelmann, de la Universitat de Purdue, ha teoritzat que l'episodi va ser induït per l'estrès. El 1962, Tanganyika acabava de guanyar la seva independència, va dir, i les estudiants van informar que se sentien estressades a causa de les majors expectatives dels professors i pares. Segons ell, la malaltia psicogènica de mases (MPI) sol tenir lloc en persones amb poc poder. «La MPI és un últim recurs per a persones de baix nivell. És una manera fàcil d'expressar que alguna cosa està malament».
Segons una revista de medicina, el riure és la manifestació física més freqüent en casos d'histèria col·lectiva. Per a Kroeber Rugeiyamu, els casos, repetits a Tanzània, es deuen a l'intens estrès provocat pel contrast entre una infància viscuda en llibertat i l'escolarització en llocs asfixiant.
Actualment comencem a comprendre el què provoca el riure fins aquesta dimensió de contagi irresistible. Aquests són probablement fenòmens d'empatia força fonamentals, que impliquen sistemes mirall del cervell, probablement les neurones mirall: la psicòloga Leonhard Schilbach, de la Universitat de Colònia a Alemanya, ha demostrat que una persona que comença el riure provoca a aquells que l'observen una activitat de les neurones implicades en la contracció dels músculs zigomàtics (involucrats en les rialles), fins i tot quan l'observador no es riu. Es produiria així una preactivació de l'activitat neurològica lligada al riure mitjançant una simple observació. L'ésser humà estaria d'alguna manera «preparat» per riure, i més particularment en una situació social o comunitària.

## La veracitat del fet
Aquesta història ha suscitat dubtes. Un professor de sociologia (Peter McGraw) i un periodista (Joel Warner) van realitzar una enquesta de camp sobre aquest fenomen anomenat omuneepo en suahili. Només van poder trobar una persona que podia haver sigut una de les víctimes afectades per l'epidèmia, i va dir que ja no se'n recordava dels detalls de la seva malaltia, que li havia passat feia més de 60 anys. Atribueixen aquesta pèrdua de memòria a una possible relació amb la bruixeria, socialment condemnada.
Els investigadors també comparteixen la renuència inicial de Christian Hempelmann, un professor de lingüística, quan van llegir un llibre de Provine informant d'aquest cas. No obstant això, va arribar a la mateixa conclusió avançada per Rugeiyamu, un psiquiatre consultat per McGraw i Warner: «aquesta epidèmia va ser causada per l'estrès».
McGraw i Warner diuen que tenen un cas semblant en una escola de Tanzània: unes noies joves recentment escolaritzades a l'escola mostraven signes de cridar, riure i set incessant.